# وپولا هاوکا (آریزونا)
وپولا هاوکا (به انگلیسی: Vopolo Havoka) یک منطقهٔ مسکونی در ایالات متحده آمریکا است که در شهرستان پیما، آریزونا واقع شده‌است.
در سال ۱۹۴۱ اصطلاح وپولا هاوکا یا اودهام به معنی «برکه گود» است. ارتفاع تخمینی آن ۲۲۰۸ فوت (۶۷۳متر) بالاتر از سطح دریا است.